# NIYOCO
NIYOCO（ニヨコ）は、日本のバンド『嘘偽りない言葉を叫ぶ、唯一無二のライブバンド』
2019年12月、ホームレスで無職で引きこもりのボーカル川瀬を中心に結成。

## メンバー
- 川瀬祐一（Gt, Vo）
- 末永真裕（Ba）

### 旧メンバー
- マツムラタダトシ（Gt）(サポートメンバー)
- カンタ（Dr）

## 動画

### ミュージックビデオ
| 公開日         | 曲名                 | 備考                                   |
| -------------- | -------------------- | -------------------------------------- |
| 2020年2月3日   | 存在ビーム           | Digital Single「存在ビーム」           |
| 2020年2月13日  | マフエル             | Digital Single「マフエル」             |
| 2021年8月8日   | 夏風邪               | Digital Single「夏風邪」               |
| 2021年9月12日  | ヘローイン           | Digital Single「ヘローイン」           |
| 2021年10月22日 | 微熱                 | Digital Single「微熱」                 |
| 2023年12月16日 | ロックンロールなんて | Digital Single「ロックンロールなんて」 |
| 2024年4月7日   | いけんしようか       |                                        |
| 2024年4月10日  | パラトラム           | 1st EP「僕が幸せになるために」         |